# آنیوورانو میتسینجو
آنیوورانو میتسینجو (به لاتین: Anivorano Mitsinjo) یک منطقهٔ مسکونی در ماداگاسکار است که در ناحیه بکیلی واقع شده‌است. آنیوورانو میتسینجو ۱٬۰۰۰ نفر جمعیت دارد و ۴۷۰ متر بالاتر از سطح دریا واقع شده‌است.